# Mariko Tone
Mariko Tone (刀根麻理子, Tone Mariko), née le 3 mars 1960 à Kawasaki dans la préfecture de Kanagawa est une chanteuse, actrice et essayiste japonaise,. Tone reprend également des chansons pour enfants sous le pseudonyme Hanako Nohara.
Une de ses chansons intitulée Derringer est devenu le thème d'ouverture de la série d'anime Cat's Eye.

## Discographie

### Albums
- 1985: WITTY
- 1985: PURPLE ROSE
- 1986: Naturally
- 1987: JUST MY TONE
- 1987: FOR YOU…  (No. 75 JP)
- 1988: PURELY
- 1990: Vois d L'ame (No. 96 JP)
- 1991: TRUE LOVE
- 1993: TRENTAINE

### Albums de compilation
- 1985: Mariko Brand
- 1986:  LADY M -MARIKO BEST-
- 1988: Mariko Brand II Ballad Collection
- 1989: DANCE MIX
- 1989: BALLAD MIX
- 1990: 刀根麻理子ベストセレクション (Tone Mariko Best Collection)
- 2004: ゴールデン☆ベスト (Golden☆Best)